# Два господина N
«Два господина N» (пол. Dwaj panowie N) — польский фильм, снятый в 1961 году Тадеушом Хмелевском по одноименной новелле Рышарда Гонтажа и Збигнева Шелиги. Шпионский детектив.

## Сюжет
Бесследно исчезает  работник варшавского архива недвижимого имущества Казимеж Дзеванович. Это экстравагантный пожилой мужчина, у которого довольно странное хобби — коллекционирование карточек с анкетными данными людей, родившихся 29 февраля. Дело в том, что и сам Дзеванович родился в этот день, который появляется в календаре лишь раз в четыре года, а посему старается узнать как можно больше о своих «собратьях». Это невинное увлечение стало для него смертельно опасным…
В день исчезновения Казимежа Дзевановича к нему в архив приходит некто Хенрик Новак, огородник, с просьбой о справке о недвижимости. Узнав, что Новак родился 29 февраля 1916 года, Дзеванович устраивает ему форменный допрос, стараясь выудить из Новака как можно больше биографических данных. Новак на вопросы отвечает неохотно, тогда Дзеванович просит его написать свою биографию и занести её к нему домой — он даёт Новаку свой адрес.
Уже ставя заполненную карточку Новака в свою картотеку, Дзеванович вдруг обнаруживает ещё одну карточку на имя Хенрика Новака, инженера, причём все биографические данные того полностью совпадают с данными Хенрика Новака-огородника. Дзеванович идёт в гости к Новаку-инженеру и тоже предлагает тому написать свою биографию и занести её к нему домой — он тоже даёт Новаку-инженеру свой адрес.
Ночью кто-то из них подкарауливает Дзевановича у дома и убивает его, чтобы завладеть картотекой, а тело бросает в канаву, которую на следующий день зарывают рабочие, ведущие там ремонт коммуникаций. Делает он это с целью завладеть картотекой Дзевановича и замести следы, однако картотеки при Дзевановиче не оказывается.
Тщательно проведённое органами безопасности расследование приводит к неожиданным результатам. Сын убитого, сержант Ян Дзеванович, на которого первоначально падает подозрение, сам активно берётся за расследование вместе со своей девушкой, стюардессой Эльжбетой — и едва не погибает. Тот из Новаков, которого изначально подозревали, сам оказывается жертвой, хотя не такой уж и невинной. А другой  Новак, не вызывавший поначалу никаких подозрений, оказывается опасным шпионом, совершившим серию убийств. Опасаясь разоблачения, он собирался покинуть Польшу с секретными документами по дипломатическому паспорту. Однако в аэропорту его узнаёт Эльжбета. А тут появляется и вызванный Эльжбетой Ян, который удерживает шпиона, пока не подоспевают сотрудники госбезопасности.

## В ролях
- Станислав Микульский — Ян Дзеванович, сержант, служащий в авиачасти под Варшавой
- Иоанна Ендрыка — Эльжбета Брыльская, стюардесса, его девушка
- Болеслав Плотницкий — Казимеж Дзеванович, сотрудник архива недвижимости, отец Яна
- Януш Быльчиньский — Хенрик Новак-инженер. Он же в роли курьера из Вены
- Вацлав Ковальский — Хенрик Новак-огородник
- Бохдан Эймонт — Олецкий, капитан Войсковой внутренней службы (WSW)[пол.] (советский дубляж — Роберт Чумак)
- Збигнев Юзефович — Стефан, оперативник WSW[пол.]
- Томаш Заливский — Сташек, оперативник WSW[пол.]
- Алина Ростковская — Хелена Пыжик, бывшая жена Хенрика Новака-огородника
- Барбара Вжесиньская — Ханка Михалко, любовница Хенрика Новака-инженера
- Казимеж Фабисяк — Вацлав Качмарек, компаньон Хенрика Новака-огородника
- Теодор Гендера — сосед Хенрика Новака-огородника
- Станислав Винчевский — майор Болеслав Сарницкий, коллега и друг Хенрика Новака-инженера
- Ежи Карашкевич — поручник Томчик, практикант майора Сарницкого
- Хенрик Моджевский — Томаш, коллега Казимежа Дзевановича по архиву
- Адам Мулярчик — Гжегож, коллега Казимежа Дзевановича по архиву
- Здзислав Любельский — коллега Казимежа Дзевановича по архиву
- Юлиуш Калиновский — вахтер в архиве
- Иоанна Вальтер — соседка Дзевановича
- Михал Газда — пилот самолёта
- Юзеф Пара — майор WSW в самолёте
- Рышард Петруский — сержант Ягельский, снабженец авиачасти, где служит Ян Дзеванович

## Дубляж
Фильм дублирован на киностудии им. М. Горького в 1962 году. 
 Режиссёр дубляжа А. Андриевский, звукооператор Ю. Миллер.

В титрах «Роли исполняют и дублируют» указаны (с сохранением орфографии титров):
- Хенрик Новак, инженер — Януш Былчинский — К. Карельских
- Хенрик Новак, огородник — Вацлав Ковальский — К. Тыртов
- Янек Дзеванович — Станислав Микульский — Ф. Яворский
- Казимеж, его отец — Болеслав Плотницкий — А. Вовси
- Эльжбета — Иоанна Ендрыка — З. Земнухова
- Капитан Олецкий — Богдан Эймонт — Р. Чумак
- Стефан — Збигнев Юзефович — Ю. Саранцев

В. Емельянов — нет в титрах.